# Danyal Topatan
Ahmet Danyal Topatan (eigentlich Ahmat Danyal Bayrı, * 1916 in Tarsus; † 26. September 1975 in Istanbul) war ein türkischer Schauspieler.

## Leben
Topatan, der armenischer Abstammung war, spielte seit 1953 in zahllosen Filmen; nach seinem Debüt (von einem Komparsenauftritt abgesehen) im türkischen Klassiker Dracula Istanbul'da meist in bedrohlichen Rollen und als Gegenspieler der Helden eingesetzt, listet seine Filmografie nahezu 200 Titel bis zu seinem frühen Tode. 1962 führte er auch einmalig Regie.

## Filmografie (Auswahl)
- 1953: Drakula Istanbul'da
- 1962: Bir haydutu sevdim (auch Regie)
- 1964: Topkapi
- 1969: Der Schelm von Istanbul (Fernsehfilm)
- 1975: Es begann um Mitternacht (Çirkin dünya)
- 1975: Delisin